# Эльбак
Эльба́к (фр. Elbach) — коммуна на северо-востоке Франции в регионе Гранд-Эст (бывший Эльзас — Шампань — Арденны — Лотарингия), департамент Верхний Рейн, округ Альткирш, кантон Мазво. До марта 2015 года коммуна административно входила в состав упразднённого кантона Данмари (округ Альткирш).
Площадь коммуны — 3,18 км², население — 270 человек (2006) с тенденцией к стабилизации: 256 человек (2012), плотность населения — 80,5 чел/км².

## Население
Численность населения коммуны в 2011 году составляла 258 человек, а в 2012 году — 256 человек.
| 1962 | 1968 | 1975 | 1982 | 1990 | 1999 | 2006 | 2007 | 2011 | 2012 |
| ---- | ---- | ---- | ---- | ---- | ---- | ---- | ---- | ---- | ---- |
| 138  | 140  | 160  | 243  | 256  | 276  | 270  | 269  | 258  | 256  |

Динамика населения:

## Экономика
В 2010 году из 176 человек трудоспособного возраста (от 15 до 64 лет) 116 были экономически активными, 60 — неактивными (показатель активности 65,9 %, в 1999 году — 71,5 %). Из 116 активных трудоспособных жителей работали 107 человек (60 мужчин и 47 женщин), 9 числились безработными (5 мужчин и 4 женщины). Среди 60 трудоспособных неактивных граждан 9 были учениками либо студентами, 30 — пенсионерами, а ещё 21 — были неактивны в силу других причин.
На протяжении 2011 года в коммуне числилось 108 облагаемых налогом домохозяйств, в которых проживало 255 человек. При этом медиана доходов составила 22791 евро на одного налогоплательщика.

## Достопримечательности (фотогалерея)

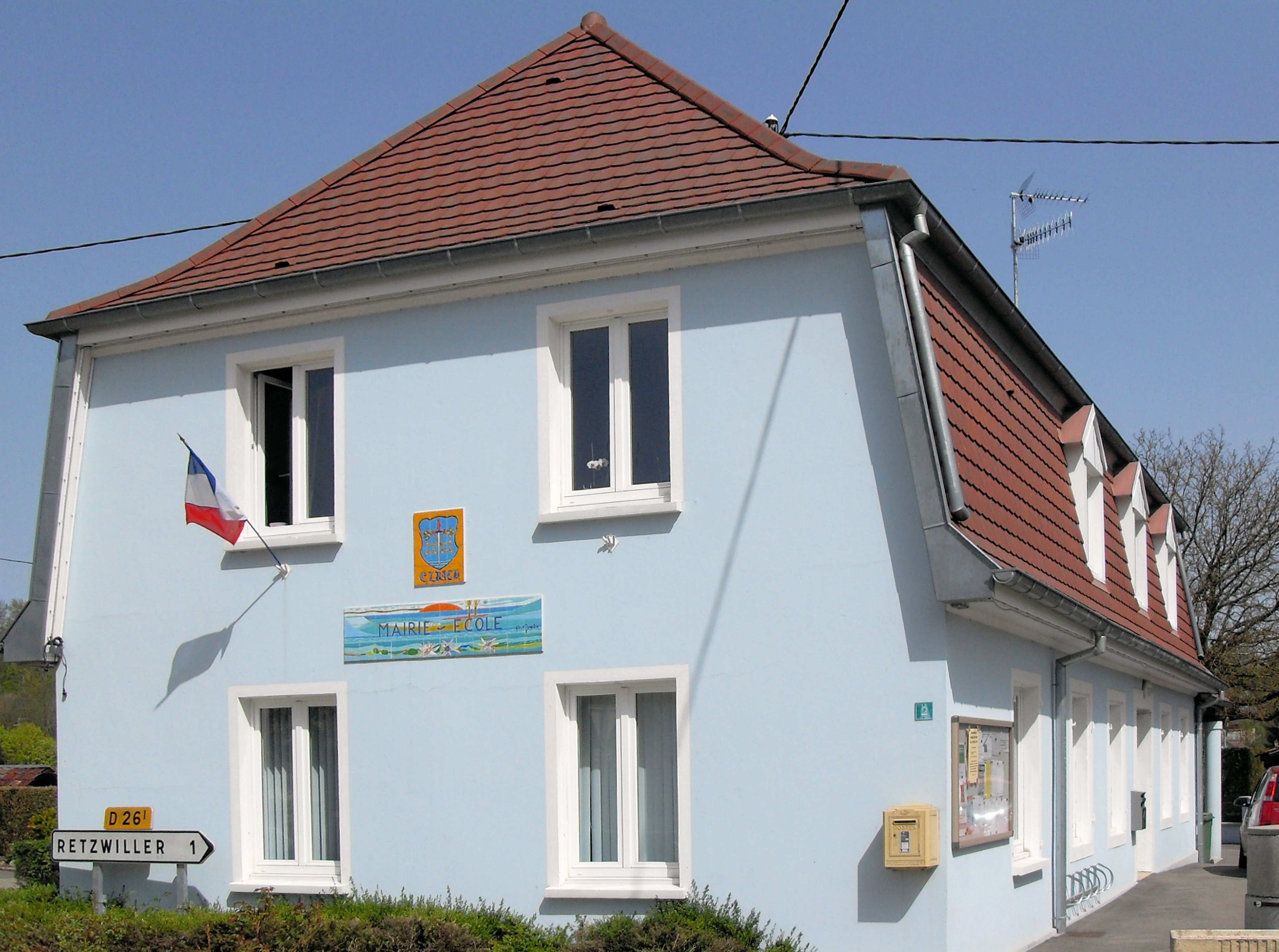
Здание мэрии-школы